# Giovanni Battista Tiepolo
Vegeu també Giovanni Domenico Tiepolo (o Giandomenico Tiepolo) i Lorenzo Baldissera Tiepolo, ambdós fills de Giovanni Battista.
Giovanni Battista Tiepolo, també conegut com a Gianbattista o Giambattista Tiepolo (Venècia, 5 de març de 1696 - Madrid, 27 de març de 1770) va ser un pintor i gravador rococó italià, considerat el darrer gran mestre del la pintura al fresc de la República de Venècia.

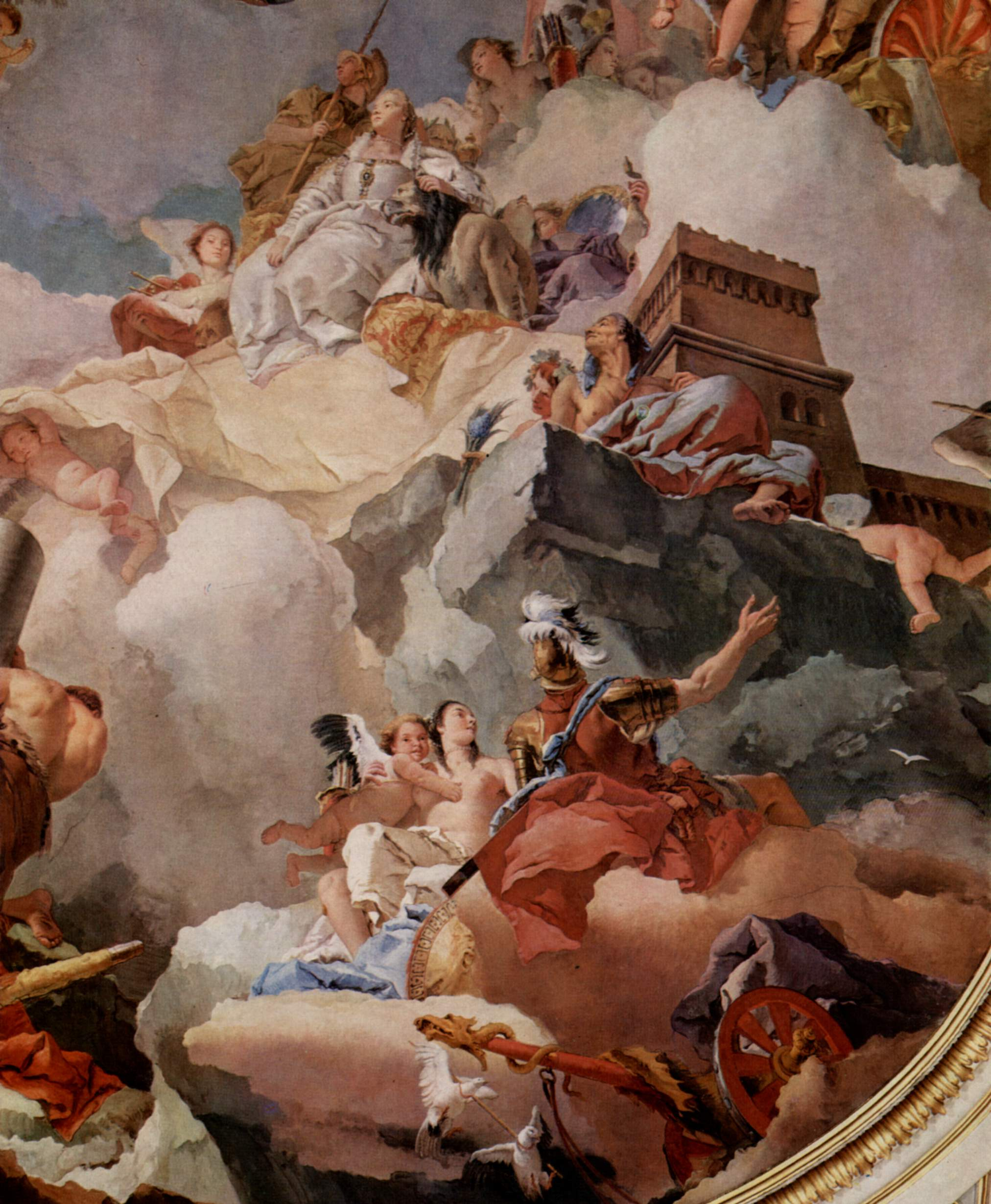
Apoteosi d'Espanya al Palau Reial de Madrid.

## Biografia

### Primers anys (1696-1726)
Giambattista Tiepolo va nàixer a Venècia, sent el darrer de sis fills d'un capità de vaixell, Domenico Tiepolo i la seua esposa, Orsetta. Tot i que el cognom de Tiepolo pertanyia a una família patrícia, son pare no va reclamar cap títol de noblesa. El futur pintor va ser batejat en la seua parròquia (San Pietro di Castello) com Giovanni Battista, en honor del seu padrí, un noble venecià anomenat Giovanni Battista Dorià. Son pare, Domenico, va morir un any després del naixement, deixant Orsetta i els infants en una difícil situació econòmica.
Inicialment va ser pupil de Gregorio Lazzarini, però les influències dels contemporanis de més edat, com ara Sebastiano Ricci i Giovanni Battista Piazzetta són més fortes en la seua obra. Als 19 anys va concloure el seu major encàrrec, el Sacrifici d'Isaac (avui dia a l'Accademia). Va abandonar l'estudi de Lazzarini l'any, sent admès en el gremi de pintors.
L'any 1719 es va casar amb Maria Cecilia Guardi, germana dels pintors venecians Francesco i Giovanni Antonio Guardi. El matrimoni va tenir nou fills, dels quals van arribar a l'edat adulta quatre filles i tres fills. Dos dels seus fills, Domenico i Lorenzo van pintar amb ell com assistents i van aconseguir cert reconeixement com a artistes independents. El tercer dels fills va prendre els hàbits.

### Primeres obres de maduresa (1726-50)
Un patrici de la ciutat friulana d'Udine, Dionisio Delfino, va encarregar al jove Tiepolo la decoració al fresc del palau arquebisbal d'Udine (1726-1728). Aleshores el moviment rococó era quasi revolucionari a Itàlia. Les seues primeres obres mestres fetes per a Venècia van ser un cicle d'enormes llenços pintats per a decorar l'ampli vestíbul de Ca' Dolfin (1726–1729), amb motius d'antigues batalles i triomfs. També a Venècia va realitzar els frescos del palau Sardi i la Gloria de Santa Teresa a l'església dels Descalços.
Ràpidament va esdevenir un pintor molt sol·licitat, però va saber respondre amb una destacada productivitat. Va pintar quadres per a esglésies com ara la de Verolanuova (1735-40), per a la Scuola dei Carmini (1740-47), i els Scalzi 1743-1744), un sostre per als Palazzi Archinto i per a Casati-Dugnani a Milàn (1731); la Capella Colleoni de Bèrgam (1732-1733); un sostre per l'al l'església dels Gesuati (Santa Maria del Rosario) de Venècia sobre Sant Domènec instituint el rés del Rosari (1737-39), Palazzo Clerici, Milà (1740), decoracions per a la Vil·la Cordellini a Montecchio Maggiore (1743-1744) i per a la sala de ball del Palazzo Labia, avui dia un estudi de televisió a Venècia, mostrant la Història de Cleopatra (1745-1750).
Tiepolo va produir dos conjunts d’aiguaforts, els Capricci (c. 1740–1742) i els Scherzi di fantasia (c. 1743–1757). Els deu caprici van ser publicats el 1742 per primera vegada per Anton Maria Zanetti el vell, incorporats a la tercera edició d'una recopilació de xilografies.

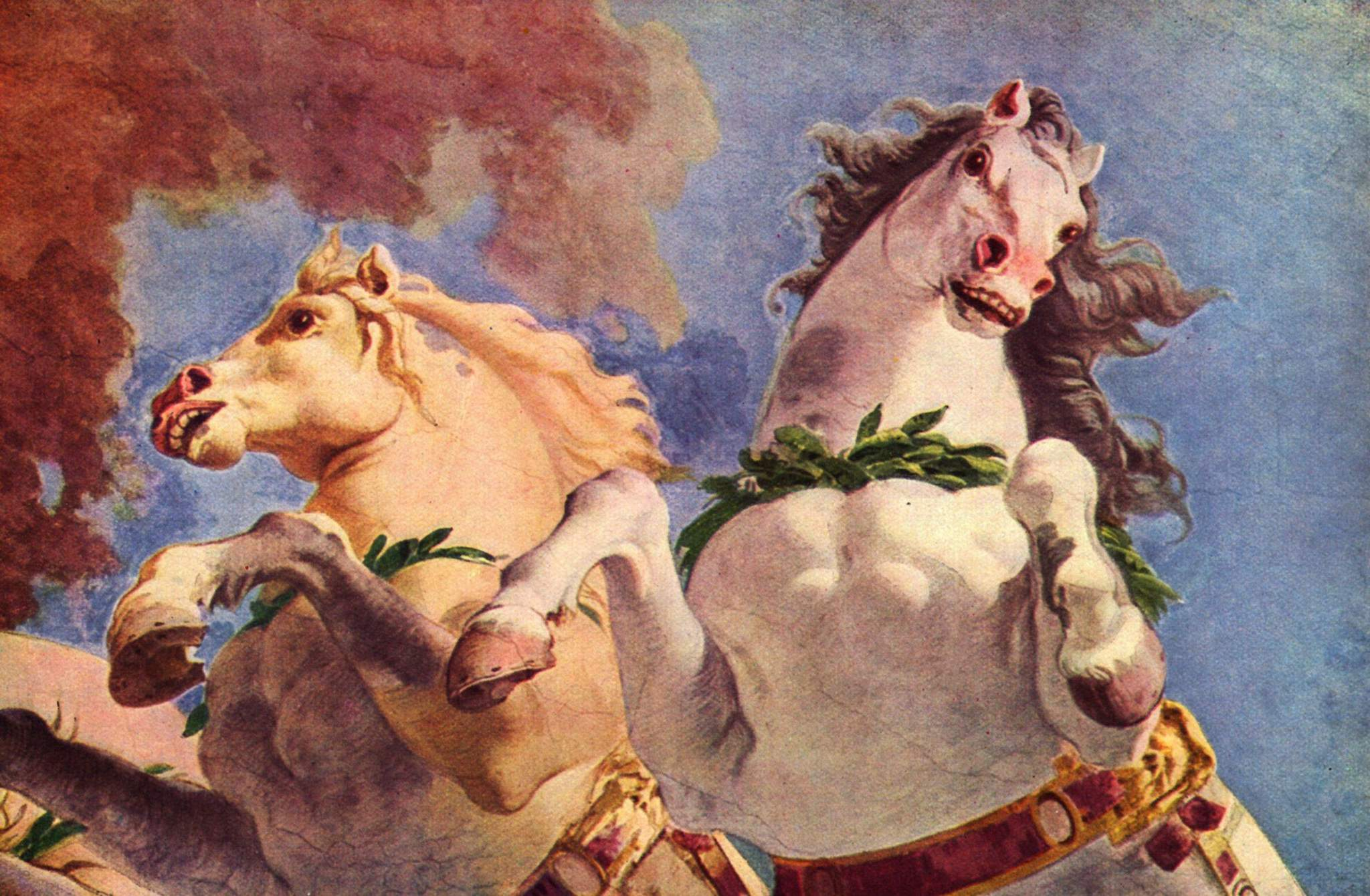
Detall del fresc de la Kaisersaal de la Residència de Würzburg

### Els frescs de la Residència de Würzburg (1750-53)
Al voltant de 1750, la reputació de Tiepolo estava fermament assentada arreu d'Europa. Acompanyat del seu fill Giandomenico va viatjar a Würzburg en ser reclamant per príncep-bisbe Karl Philipp von Greiffenklau. A Würzburg va residir durant tres anys i va executar unes excepcionals pintures al fresc per als sostres de la Residència de Würzburg, que havia estat acabat de construir l'any 1744. El seu fresc per a l'escalinata d'entrada al palau, (Treppenhaus) dissenyada per Johann Balthasar Neumann és el fresc més gran del món, amb una superfície de 677 m², i va ser completat amb l'ajut dels seus fills, Giandomenico i Lorenzo. L'Al·legoria dels Planetes i els Continents representa Apol·lo iniciant la seua ruta diària; les deïtats que l'envolten simbolitzen els planetes; les figures al·legòriques en la cornisa representen els quatre continents (incloent-hi Amèrica). De la Nova Residència de Würzburg també va decorar al fresc el saló del Kàiser.

### Tornada a Venècia i el Véneto (1753-1770)
Tiepolo va tornar a Venècia l'any 1753. Ara era un pintor famós, amb encàrrecs locals i de l'estranger. Va ser elegit President de l'Acadèmia de Pàdua. Va realitzar diversos frescos, molt teatrals, per a esglésies; el Triomf de la Fe per a la Pietà; panells pintats al fresc per a Ca' Rezzonico (que ara també posseeix el seu fresc per al sostre del Palazzo Barbarigo); i pintures per a vil·les nobles del país venecià, com ara Villa Valmarana (Vicenza) i un gran fresc panegíric per a la Villa Pisani a Stra. Durant aquest període va crear l'obra mestra Glorificació de la família Barbaro que actualment es troba en la col·lecció del Museu Metropolità d'Art de Nova York.
En uns admirats frescos per al Palazzo Labia va representar dues escenes de la vida de Cleopatra: Trobada de Marc Antoni i Cleopatra i Banquet de Cleopatra, així com un sostre amb el Triumph de Bel·lerofont sobre el Temps. Va col·laborar amb un expert en perspectiva, Girolamo Mengozzi Colonna. Aquesta col·laboració amb Colonna, que també va dissenyar escenografies d'òpera, palesa la creixent tendència vers la composició teatral en els seus frescos. L'arquitectura del fresc del Banquet recorda l'obra de Veronese Les noces de Canà

### Frescs del Palau Reial de Madrid
L'any 1761, Carles III li va encarregar un fresc per al sostre de la gran sala del tron del Palau Reial de Madrid. El tema és un panegíric d'Espanya: Apoteosi d'Espanya. A la cort de Madrid va despertar la gelosia i l'agra oposició d'Anton Raphael Mengs.
Va morir a Madrid, el 27 de març de 1770. Després de la seua mort, l'aparició de l'auster Neoclassicisme i el declivi post-revolucionari de l'absolutisme va conduir a la lenta desaparició de l'estil que Tiepolo havia conreat, tot i que no va poder enfosquir l'impacte de la seua obra en el progrés de l'art.

## Anàlisi i influència de la seua obra

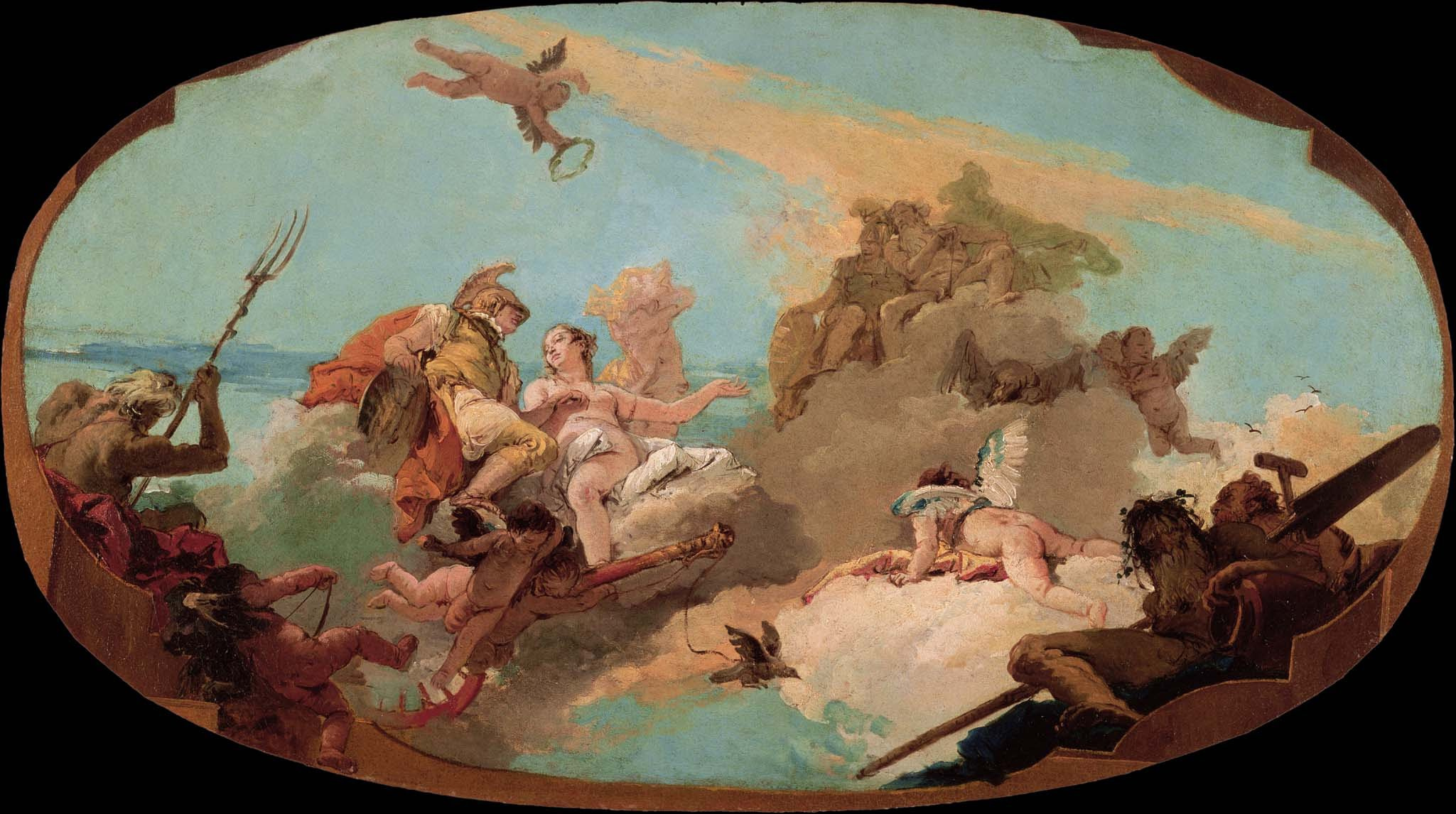
Apoteosi de l'almirall Vettor Pisani

En les seues elaboracions més fluides, Tiepolo presenta evidents afinitats amb Ricci, Piazzetta i Federico Bencovich. És un artista del fresc lluminós, un radiant i rococó Pietro da Cortona. Les seues composicions històriques estan embolcallades amb una esplèndida llum. És conegut principalment pels seus frescos, particularment pels seus sostres panegírics. Aquests van seguir la tradició barroca encetada un segle abans per Pietro da Cortona, convertint les voltes en cels pintats, elevant els insignificants nobles a l'estatus diví, tot això en vastes composicions mesclades amb les delicades ornamentacions dels marcs d'estuc. Com Luca Giordano, la seua paleta es componia dels colors típics de l'aquarel·la. Com Giordano, va ser prolífic. Amb una sprezzatura única, va pintars mons de frescs, i alguns com els murs de Villa Valmarana a Vicenza, no només mostren escenes mitològiques, sinó que realment situen a l'espectador enmig d'aquelles. Els primers exemples d'això són potser els llenços de Ca' Dolfin, que van permetre-li introduir indumentàries exuberants, escultura clàssica i una acció que sembla vessar-se més enllà del marc vers la cambra.

### Llista d'obres

#### Obres anteriors a 1740

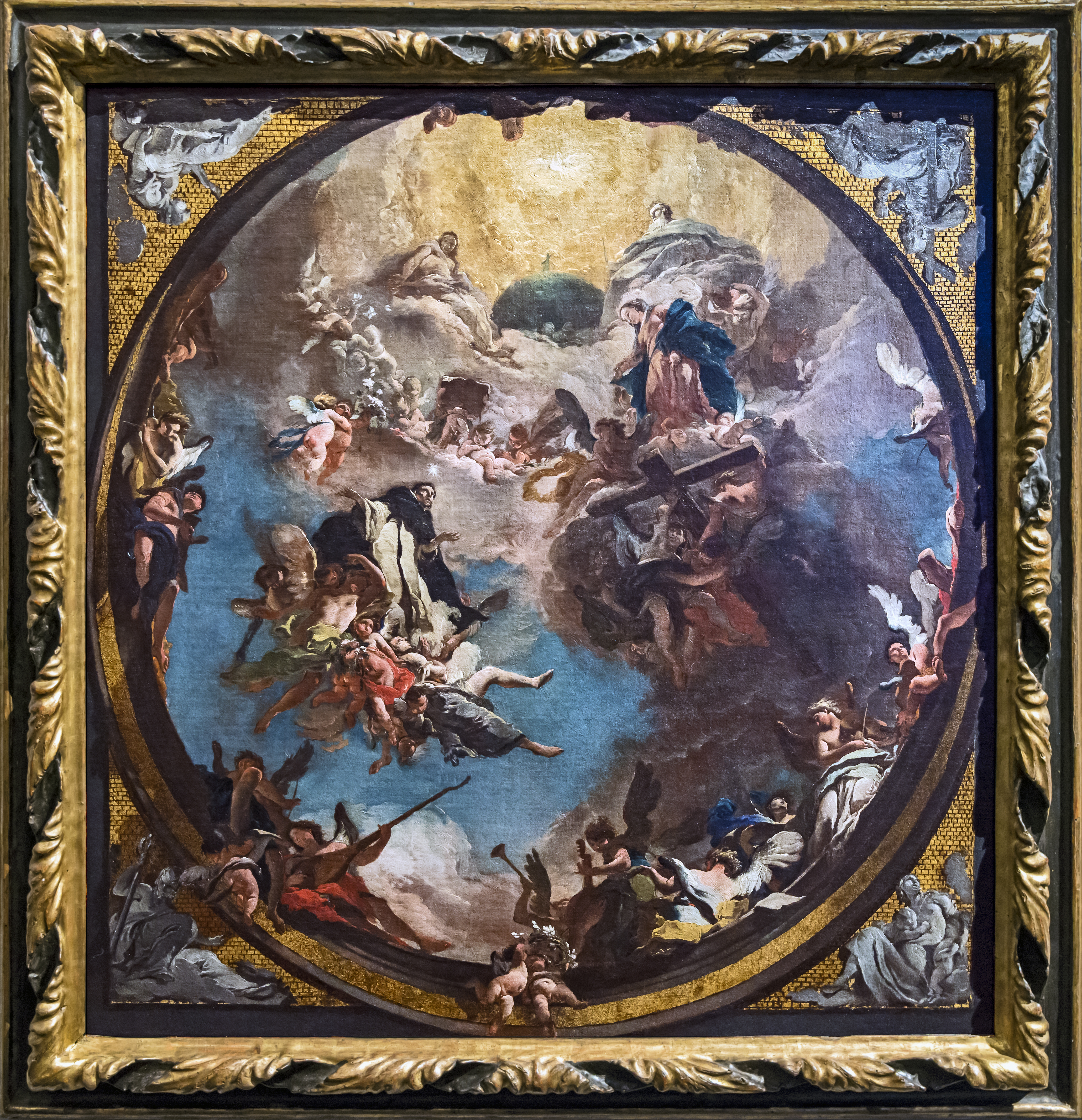
Sant Domènec en la Glòria

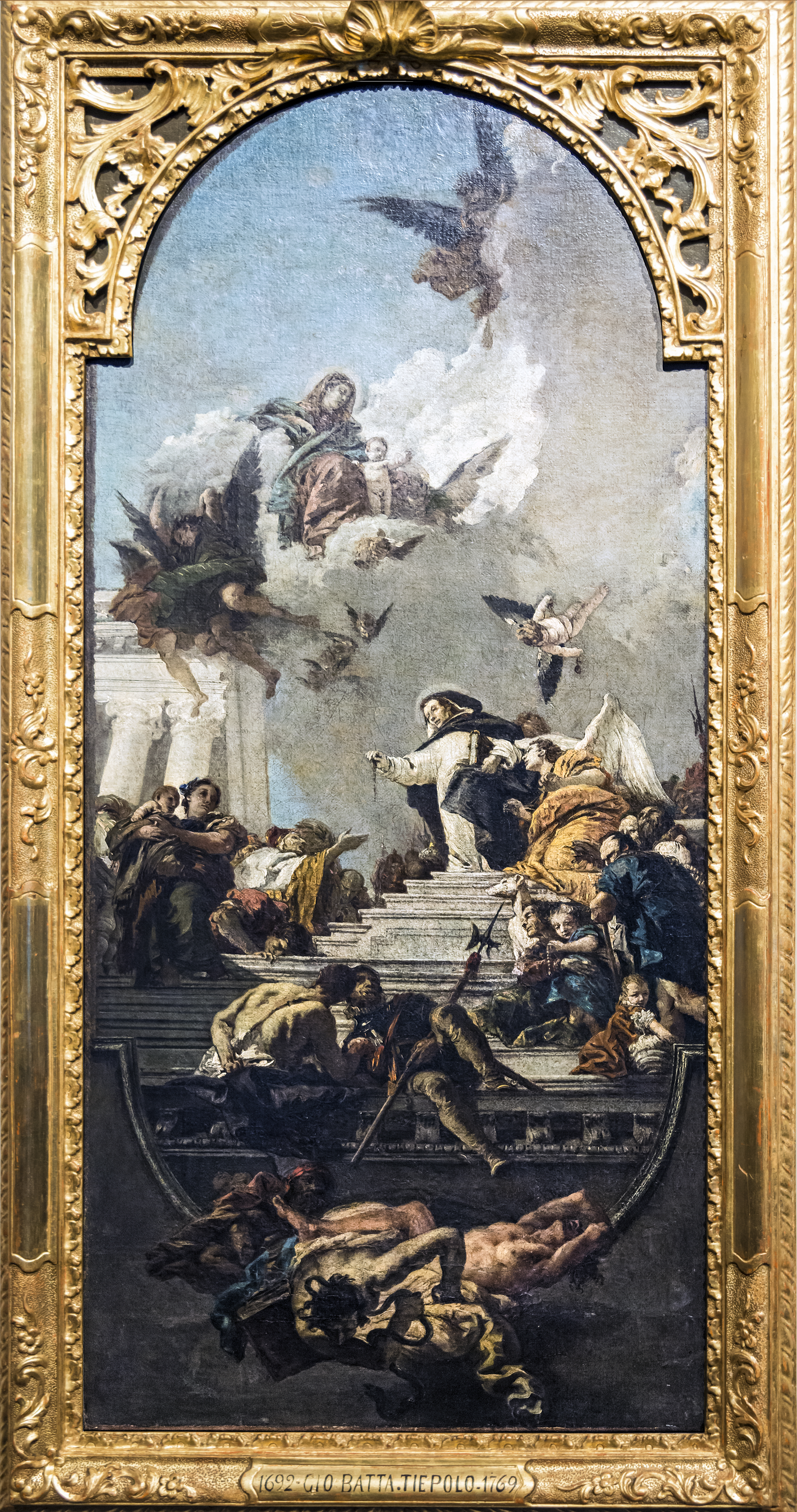
Institució del Rosari

| Obra                                     | Data      | Lloc                                                   | Enllaç |
| ---------------------------------------- | --------- | ------------------------------------------------------ | ------ |
| El Martiri de Sant Bartomeu              | 1722      | San Stae, Venècia                                      |        |
| Sant Domènec en la Glòria.               | 1723      | Gallerie dell'Accademia, Venècia                       |        |
| El rapte d'Europa                        | c. 1725   | Gallerie dell'Accademia, Venècia                       |        |
| Al·legoria del poder de l'eloqüència     | c. 1725   | Institut Courtauld, Modello for Palazzo Sandi, Venècia |        |
| Frescos                                  | 1726      | Palau Episcopal, Udine                                 |        |
| Perseu i Andròmeda                       | 1730      | Museu Frick                                            |        |
| L'educació de la Mare de Déu             | 1732      | S. Maria della Consolazione (Fava), Venècia            |        |
| Àngel rescatant Agar                     | 1732      | Scuola di San Rocco, Venècia                           |        |
| Sant Joan Baptista predicant             | 1732-1733 | Cappella Colleoni, Bèrgam                              |        |
| Decapitació de Sant Joan Baptista        | 1732-1733 | Cappella Colleoni, Bèrgam                              |        |
| Càstig de les serps                      | 1732-1735 | Gallerie dell'Accademia, Venècia                       |        |
| Josep rebent un anell del faraó          | 1732-1735 | Dulwich Picture Gallery                                |        |
| Triomf de Zèfir i Flora                  | 1734-1735 | Museo del Settecento Veneziano, Ca' Rezzonico, Venècia |        |
| Jupiter i Danae                          | 1736      | Universitet Konsthistoriska Institutionen, Estocolm    |        |
| Institució del Roser                     | 1737      | Gallerie dell'Accademia, Venècia                       |        |
| El Papa Sant Climent adorant la Trinitat | 1737-1738 | Alte Pinakothek, Múnic                                 |        |
| Institució del Rosari                    | 1737-1739 | Santa Maria del Rosario (Gesuati), Venècia             |        |
| Crist porant la creu                     | 1737-1738 | Sant'Alvise, Venècia                                   |        |
| La Mare de Déu del Mont Carmel           | 1730s     | Pinacoteca di Brera, Milà                              |        |
| Mare de Déu amb sis Sants                | 1737-1740 | Museu de Belles Arts, Budapest                         |        |

#### Obres de 1740 a 1750
| Obra                                              | Data      | Lloc                                                                          | Enllaç |
| ------------------------------------------------- | --------- | ----------------------------------------------------------------------------- | ------ |
| La Mare de Déu apareixent-se a Sant Felip Neri    | 1740      | Museo Diocesano, Camerino                                                     |        |
| Recollida de manà                                 | 1740-1742 | Parrocchiale, Verolanuova                                                     |        |
| El sacrifici de Melquisedec                       | 1740-1742 | Parrocchiale, Verolanuova                                                     |        |
| La Virtut i la Noblesa fent fugir a la ignorància | 1743      | Dulwich Picture Gallery (esbós per a Villa Cordellina, a Montecchio Maggiore) |        |
| El banquet de Cleopatra                           | 1743-1744 | National Gallery of Victoria, Melbourne                                       |        |
| Els creients                                      | 1743-1745 | Gallerie dell'Accademia, Venècia                                              |        |
| Apol·lo i Dafne                                   | 1744-1745 | Museu del Louvre, París                                                       |        |
| Descobriment de la vertadera Creu                 | c. 1745   | Gallerie dell'Accademia, Venècia                                              |        |
| Frescos de la història de Cleopatra               | 1746      | Palazzo Labia, Venècia                                                        |        |
| La Mare de Déu apareixent-se als Sants dominicans | 1747-1748 | Santa Maria del Rosario (Gesuati), Venècia                                    |        |
| Última comunió de Sant Llúcia                     | 1747-1748 | Santi Apostoli, Venècia                                                       |        |
| Sant Jaume el gran conquerint als moros           | 1749-1750 | Museu de Belles Arts, Budapest                                                |        |

#### Obres posteriors a 1750
| Obra                                                       | Data      | Lloc                                                       | Enllaç |
| ---------------------------------------------------------- | --------- | ---------------------------------------------------------- | ------ |
| Frescos                                                    | 1751-1753 | Residència de Würzburg                                     |        |
| Al·legoria dels Planetes i els Continents                  | 1752      | Metropolitan Museum of Art, Nova York                      |        |
| La mort de Jacint                                          | 1752-53   | Museu Thyssen-Bornemisza, Madrid                           |        |
| Adoració dels Mags                                         | 1753      | Alte Pinakothek, Múnic                                     |        |
| Coronació de la Mare de Déu                                | 1754      | Kimball Museum of Art (esbós per a l'Ospedale della Pietà) |        |
| Una Al·legoria amb Venus i el Temps                        | 1754-58   | National Gallery de Londres                                |        |
| Frescos amb motius de la mitologia romana                  | 1757      | Villa Valmarana, Vicenza                                   |        |
| Un home assegut i una noia amb un pitxer                   | c. 1755   | National Gallery de Londres                                |        |
| Les Virtuts Teologals                                      | c. 1755   | Musées Royaux des Beaux-Arts Brussel·les                   |        |
| El martiri de Santa Àgata                                  | c. 1756   | Staatliche Museen, Berlín                                  |        |
| Al·legoria del mèrit acompanyat per la noblesa i la virtut | 1757-58   | Museo del Settecento Veneziano, Ca' Rezzonico, Venècia     |        |
| La visió de Santa Anna                                     | 1759      | Gemäldegalerie, Dresden                                    |        |
| Mare de Déu del pinsà                                      | c. 1760   | National Gallery of Art, Washington DC                     |        |
| Dona amb un lloro                                          | 1760-61   | Ashmolean Museum, Oxford                                   |        |
| Apoteosi de la família Pisani                              | 1761-62   | Villa Pisani, Stra                                         |        |
| Sant Carles Borromeu                                       | 1767-1769 | Cincinnati Art Museum                                      |        |
| La Immaculada Concepció                                    | 1767-1769 | Museu del Prado, Madrid                                    |        |
| Glòria d'Espanya                                           | 1762-1766 | Saló del Tron del Palau Reial de Madrid                    |        |
| L'Apoteosi de la Monarquia Espanyola                       | 1762-1766 | Antecambra de la reina, Palau Reial de Madrid              |        |
| Venus i Vulcà                                              | 1762-1766 | Saló d'Alabarders, Palau Reial de Madrid                   |        |